# Amfreville-la-Campagne

Amfreville-la-Campagne este o comună în departamentul Eure, Franța. În 1 ianuarie 2018 avea o populație de 915 de locuitori.